# Karl Weisenberger
Karl Weisenberger (Würzburg, 28 settembre 1890 – Kempten, 28 marzo 1952) è stato un generale tedesco durante la seconda guerra mondiale. Decorato con la Croce di Cavaliere della Croce di Ferro dalla Germania nazista.